# NGC 7803
NGC 7803 (другие обозначения — PGC 101, UGC 12906, MCG 2-1-11, ZWG 433.13, HCG 100A, IRAS23587+1249) — галактика в созвездии Пегас.
Этот объект входит в число перечисленных в оригинальной редакции «Нового общего каталога».
В галактике вспыхнула сверхновая SN 2007kj типа Ib/c, её пиковая видимая звездная величина составила 17,4.